# Шамс ад-дін Фіруз-шах
Шамс ад-дін Фіруз-шах (перс. شمس الدين فيروز شاه; д/н—1322) — султан Бенгалії у 1301—1322 роках. Повне ім'я Шамс аль-Дун'я ва аль-дін Абу Аль-Музаффар Фіруз-шах аль-султан.

## Життєпис
Походження його є дискусійним. Згідно Ібн Батути був сином султана Бугра-хана. Проти цього свідчать дослідження його монет, де Фіруз-шах називав себе лише «султан», а не «султан бін султан» (султан, син султана) або «султан бін султан бін султан», як було прийнято. Тому висунуто було теорію, за якою Фіруз був впливовим сановником за часів перших бенгальських султанів з Рабської династії. З огляду на це його ототожнюють з Фірозом Ітгіном, великим намісником Біхару та західної частини султанату. Втім у того був лакаб Іхтіяр ад-дін. Тому можливо Фіруз-шах був родичем останнього, за підтримки якого після смерті султана Кейкауса 1301 року посів трон.
Спочатку продовжив війну проти вікрамадітьї, магарджи династії Дева в Східній Бенгалії, якому завдав остаточної поразки, підкоривши його державу та важливе річкове місто-порт Сатгаон. На півночі завоював князівства в сучасному регіоні Майменсінгх. Його небіж Сікандар-хан Газі підкорив Матука, раджу Сундарбану (південносхідна Бенгалія). 1303 року було переможено князівство Гур на чолі із раджою Говіндою, що дало змогу захопити увесь регіон Сілет. В результаті територія султаната охоплювала землі від річок Сон і Гогра на заході до Сілет на сході та від Дінаджпур-Рангпур на півночі до Хуглі та Сундарбана на півдні.
Заснував монетний двір в Сонаргаоні, зберігши монетний двір в Лахнауті. Наприкінці панування зробив своїх 6 синів співправителями, завдяки чому підтримувалася керованість величезними володіннями. Султан також дозволив синам карбувати власні монети.
Перед смертю призначив спадкоємцем сина Наср ад-Діна Ібрагіма. Помер султан 1322 року, але невдовзі помер й Ібрагім, тому трон перейшов до іншого сина Багадур-шаха I.